# Станимир Стојмировић Грицко
Станимир Стојмировић Грицко (Брод, 1938 - Лесковац, 20. новембар 1996) био је лесковачки књижевник.

## Биографија
Рођен је у сиромашној печалбарској породици у махали Ђуркинци у свом селу. Основну школу и гимназију завршио је у Лесковцу, а права је студирао у Београду. 
Књижевним радом се бавио од 1955. године. Прозне радове објављивао у многим листовима и часописима. Заступљен је у заједничкој збирци прозних и поетских радова Добродошлица за птице. Објавио је збирке кратких прича Другарско вече мртвих и Приче из несанице. Роман Водени бик на Чемернику објављен је у наставцима у листу Наша реч. Аутор је и збирке песама Порекло висине и књиге афоризама Неомалтерисане мисли.
Добитник је више награда на конкурсима. 
Преминуо је од тешке болести.